# Lucien Cariat
Lucien Cariat, né le 17 octobre 1939 et mort le 7 janvier 2025, est un homme politique belge wallon. Il est membre du Parti socialiste jusqu'en 2009[réf. nécessaire]. Président du Centre social de délassement de Marcinelle et de Pro Cultura, il est échevin de l'environnement et du tourisme de la ville de Charleroi et aussi président de l’ICDI (Intercommunale de collecte et de destruction des immondices).

## Biographie
Le 30 août 2006, le ministre des Affaires intérieures et de la Fonction publique du Gouvernement wallon, Philippe Courard, interpellé au Parlement wallon, dénonçait le « système Cariat » fait d'une « volonté de s'enrichir », d'« incompétence grave » et de « désir de pouvoir absolu ». Le 27 octobre 2006, Lucien Cariat porte plainte contre Philippe Courard pour diffamation, lui réclamant un million d'euros de dommages-intérêts.
En 2006, il est inculpé dans le cadre de l'instruction sur la gestion de l'intercommunale de collecte et de destruction des immondices (ICDI), dont il assurait la présidence depuis de nombreuses années. Le 27 octobre 2006, après une incarcération préventive de quelques semaines, il est remis en liberté et reprend ses fonctions de président du Centre social de délassement et de Pro Cultura. En décembre 2009, il est renvoyé devant le tribunal correctionnel de Charleroi.
Le 9 octobre 2009, il est condamné à trois mois de prison avec sursis de trois ans pour le non-payement de cotisations sociales.
Reconnu coupable de faux, de détournements, d’abus de biens sociaux et de mise à disposition illégale de personnel, Lucien Cariat, est condamné le 29 juin 2012, en tant qu'ex-président et directeur-gérant de l'ICDI, à une peine de 2 ans de prison avec sursis, 11 000 euros d'amende et 100 000 euros confisqués au profit de d'ICDI.